# Werner Kreuziger
Werner Kreuziger (* 1. November 1903 in Berlin; † 9. Februar 1999 in Neumünster) war ein deutscher Politiker (SPD).
Werner Kreuziger besuchte ein Realgymnasium in Berlin. Er trat der Sozialistischen Arbeiter-Jugend (SAJ) und der SPD bei. 1924 wurde er Fürsorger im Bezirksamt Prenzlauer Berg. Neben seiner Arbeit besuchte er ab 1924 das Berliner Verwaltungsseminar und studierte von 1927 bis 1930 bei der Deutschen Hochschule für Politik. Mit der „Machtergreifung“ der Nationalsozialisten wurde Kreuziger 1933 vom Bezirksamt entlassen. Er arbeitete anschließend als Angestellter bei verschiedenen Firmen, zuletzt ab 1942 bei den Siemens-Schuckertwerke.
Nach dem Zweiten Weltkrieg 1945 arbeitete Kreuziger als Leiter des Jugendamts wieder beim Bezirksamt Prenzlauer Berg. Bei der ersten Berliner Wahl 1946 wurde er in die Stadtverordnetenversammlung von Groß-Berlin gewählt. 1948 wechselte er zum West-Berliner Bezirksamt Neukölln. Auch bei der folgenden Wahl 1948 wurde er gewählt, schied aber im August 1950 aus dem Parlament aus. Sein Nachrücker wurde daraufhin Wilhelm Königswarter. Bis 1963 war Kreuziger Geschäftsführer der Berliner Jugenderholungswerks.